# 普特里·塞娅卡
普特里·塞娅卡（2001年9月1日—），印尼女子羽毛球運動員。

## 簡歷
2018年7月，普特里·塞娅卡代表印尼参加本国举办的亚洲青年羽毛球錦標賽，助印尼队赢得混合團體季军。同年11月，她代表印尼参加加拿大萬錦市举办的世界青年羽毛球錦標賽，助印尼队赢得混团季军。同年12月，她与妮塔·维奥莉娜·马瓦尔出战孟加拉羽毛球國際挑戰賽，在女双準决赛以0比2（19-21、17-21）不敌赛会2号种子、印度强档的阿帕娜·巴兰/施鲁蒂·科拉姆帕斯·帕鲁托利。同年12月，她与妮塔·维奥莉娜·马瓦尔出战土耳其羽毛球國際賽，在女双决赛以2比0（21-15、21-7）轻取队友的梅蒂亚·伊纳亚·钦迪亚尼/英达·察亚·萨里·贾米尔，夺得个人首个國際系列賽女双冠军。
2019年2月，普特里·塞娅卡与妮塔·维奥莉娜·马瓦尔出战伊朗羽毛球國際挑戰賽，在女双决赛以2比0（21-17、21-18）击败了赛会头号种子、土耳其强档的班吉苏·艾尔塞廷/纳兹利赞·因吉，夺得个人首个國際挑戰賽女双冠军。同年4月，她与妮塔·维奥莉娜·马瓦尔出战越南羽毛球國際挑戰賽，在女双决赛以2比0（21-19、21-16）击败了赛会8号种子、中華台北强档的謝沛珊/林筱閔，赢得國際挑戰賽女双冠军。同年6月，她与妮塔·维奥莉娜·马瓦尔出战馬來西亞羽毛球國際系列賽，在女双準决赛以0比2（21-23、18-21）不敌马来西亚强档的陈康乐/蒂娜·穆拉里塔兰。

## 主要比賽成績
只列出曾進入準決賽的國際賽事成績：
| 年份   | 賽事                     | 公開賽級別 | 項目     | 搭檔                 | 成績   |
| ------ | ------------------------ | ---------- | -------- | -------------------- | ------ |
| 2018年 | 亚洲青年羽毛球錦標賽     | 其他       | 混合團體 | －                   | 季軍   |
| 2018年 | 世界青年羽毛球錦標賽     | 其他       | 混合團體 | －                   | 季軍   |
| 2018年 | 孟加拉羽毛球國際挑戰賽   | 國際挑戰賽 | 女子雙打 | 妮塔·维奥莉娜·马瓦尔 | 準決賽 |
| 2018年 | 土耳其羽毛球國際賽       | 國際系列賽 | 女子雙打 | 妮塔·维奥莉娜·马瓦尔 | 冠軍   |
| 2019年 | 伊朗羽毛球國際挑戰賽     | 國際挑戰賽 | 女子雙打 | 妮塔·维奥莉娜·马瓦尔 | 冠軍   |
| 2019年 | 越南羽毛球國際挑戰賽     | 國際挑戰賽 | 女子雙打 | 妮塔·维奥莉娜·马瓦尔 | 冠軍   |
| 2019年 | 馬來西亞羽毛球國際系列賽 | 國際系列賽 | 女子雙打 | 妮塔·维奥莉娜·马瓦尔 | 準決賽 |
| 2019年 | 亞洲青年羽毛球錦標賽     | 其他       | 混合團體 | －                   | 亚军   |
| 2019年 | 秋田羽毛球大師賽         | 超級100賽  | 女子雙打 | 妮塔·維奧莉娜·馬瓦爾 | 亚军   |
| 2019年 | 世界青年羽毛球錦標賽     | 其他       | 混合團體 | －                   | 冠軍   |
| 2019年 | 印尼羽毛球國際挑戰賽     | 國際挑戰賽 | 女子雙打 | 妮塔·維奧莉娜·馬瓦爾 | 準決賽 |
| 2019年 | 馬來西亞羽毛球國際挑戰賽 | 國際挑戰賽 | 女子雙打 | 妮塔·維奧莉娜·馬瓦爾 | 準決賽 |
| 2022年 | 亞洲羽毛球團體錦標賽     | 其他       | 女子團體 | －                   | 冠軍   |

| 2018-2026年 | 總決賽 | 超級1000賽 | 超級750賽 | 超級500賽 | 超級300賽 | 超級100賽 | 國際挑戰賽 | 國際系列賽 | 未來系列賽 | 其他 |